# 長孫敞
長孫 敞（ちょうそん しょう、生没年不詳）は、唐の外戚。字は休明。本貫は河南郡洛陽県。

## 経歴
長孫皇后の叔父にあたる。隋に仕えて左衛郎将となった。庫直として晋王楊広の驪山での狩猟に従い、楊広が危険を冒して鹿を追うと、楊広を諫めて止めさせた。煬帝（楊広）が江都に行幸すると、長孫敞は大興城禁苑の留守をつとめた。李淵の軍が関中に入ると、長孫敞は子弟を率いて新豊で李淵を迎えた。長安平定に従い、功により将作少匠に任じられた。杞州刺史として出向した。貞観初年、賄賂を受けた罪により免官された。太宗は長孫敞が皇后の親族だったことから、私費を供出して絹を給与していた。ほどなく長孫敞は宗正寺少卿として致仕し、金紫光禄大夫の位を加えられ、平原郡公に封じられた。死去すると、幽州都督の位を追贈された。諡は良といった。昭陵に陪葬された。

## 伝記資料
- 『旧唐書』巻183 列伝第133
- 『新唐書』巻105 列伝第30